# Bethlehem, Pennsylvania
Bethlehem är en stad i delstaten Pennsylvania i USA. Vid 2020 års folkräkning hade Bethlehem 75 781 invånare. Den ligger i två skilda countyn, Lehigh och Northampton. I staden ligger Lehigh University.

## Kända personer från Bethlehem
- John Andretti, racerförare
- Michael Andretti, racerförare
- Hilda Doolittle, poet
- Zach Makovsky, MMA-utövare
- Jonathan Taylor Thomas, skådespelare